# Pablo Acosta Villarreal
Pablo Acosta Villarreal (Ojinaga, 26 gennaio 1937 – Santa Elena, 24 aprile 1987) è stato un criminale messicano comunemente noto come El Zorro de Ojinaga ("La volpe di Ojinaga").

## Biografia
Acosta Villarreal era un narcotrafficante che controllava un tratto lungo duecento miglia del confine tra Stati Uniti e Messico. Al culmine del suo potere arrivò a contrabbandare 60 tonnellate di cocaina all'anno per i colombiani, oltre alle quantità incalcolabili di marijuana ed eroina che erano i pilastri della sua attività. Fu mentore e socio in affari di Amado Carrillo Fuentes, il cosiddetto "Signore dei cieli", che ne prese il posto alla morte.
Acosta aveva stabilito la sua base operativa nella cittadina di confine di Ojinaga, Chihuahua, e ha avuto il suo più grande giro d'affari nel periodo intorno al 1984-1986: attraverso un sistema di protezione con le agenzie di polizia federali e statali messicane e con l'esercito messicano, Acosta è stato in grado di garantire il trasporto di cinque tonnellate di cocaina ogni mese dalla Colombia a Ojinaga con aerei a turboelica, a volte atterrando all'aeroporto municipale, a volte in alcune piste di atterraggio nei ranch a monte di Ojinaga.
Il riciclaggio del denaro sporco avveniva presso varie catene di lussuosi ristoranti e hotel; mentre all'inizio Acosta gestiva solo il traffico di marijuana ed eroina, col tempo divenne più coinvolto nel commercio della cocaina: stabilì quindi contatti con i colombiani usando le stesse rotte per il Texas che utilizzava già per trasportare marijuana ed eroina dall'altra parte del confine di Chihuahua.
Acosta Villarreal è stato ucciso nell'aprile del 1987, come descritto nel film documentario American Federale, durante un raid transfrontaliero nel villaggio di Santa Elena, Chihuahua, da parte di elicotteri della polizia federale messicana, con l'assistenza dell'FBI.
Rafael Aguilar Guajardo prese il posto di Acosta ma fu ucciso poco dopo da Amado Carrillo Fuentes, che prese il controllo dell'organizzazione. Il libro Drug Lord del giornalista investigativo Terrance Poppa, racconta l'ascesa e la caduta di Acosta Villarreal attraverso interviste dirette con il signore della droga.

## Nella cultura di massa
C'è una leggenda popolare in Messico che afferma che Acosta Villarreal fosse un informatore per il governo degli Stati Uniti (sul comunismo e sui movimenti di guerriglia vicino al confine).
Il famoso gruppo folk messicano norteño Los Tigres del Norte, nella ballata intitolata "El Zorro de Ojinaga" (scritta da Paulino Vargas) narra alcune gesta di Acosta Villarreal.
Si accenna a Pablo Acosta nel romanzo Non è un paese per vecchi di Cormac McCarthy.
Acosta Villarreal è interpretato dall'attore Gerardo Taracena in Narcos: Messico.